# Кампинска кокошка
Кампинска кокошка (на английски: Campine) е белгийска порода кокошка от северната част на Белгия.

## История
През 1893 г. Кампинската кокошка за първи път са внесена в Северна Америка от Артър Д. Мърфи от Мейн. Породата е вписана в Американска асоциация на домашните птици от 1914 г.
Породата Кампинска кокошка най-общо се разделя на два основни типа Кампинска кокошка със сребриста украска и Кампинска кокошка със златна украска. Епитетите за украската са използвани спрямо украската на врата,която всяка птица притежава.

## Разпространение
Представителите на породата се срещат в Европа и Северна Америка.
- Кампинска кокошка със сребриста украска
- Кампинска кокошка рисунка